# اوت‌فیت۷
اوت‌فیت۷ لیمیتد (به انگلیسی: Outfit7 Limited) یک توسعه‌دهنده بازی ویدئویی اسلوونی است، که به عنوان سازنده تام سخنگو و دوستان شناخته می‌شود. این شرکت توسط سامو و ایزا لاگین تأسیس شد. این شرکت در ۷ استودیو در سراسر جهان فعالیت می‌کند و تقریباً به‌طور انحصاری روی بازی‌های موبایل مربوط به فرنچایز تام سخنگو و دوستان تمرکز می‌کنند.

## محصولات

### تام سخنگو و دوستان Talking Tom And frindsبرنامه‌ها
۲۰۱۰:
- تام سخنگو گربه
- ماجراهای تام سخنگو (پروژه کنسل شده در ۲۰۱۰/با فرم‌های اکشن)
- بچه اسب آبی سخنگو
- لری پرنده سخنگو
- هری خارپشت سخنگو
- رکس دایناسور سخنگو
- رابی ربات سخنگو
- سانتای سخنگو
- باکتری سخنگو

۲۰۱۱:
- جینا زرافه سخنگو
- لیلا پری سخنگو
- بن سگ سخنگو
- تام سخنگو ۲
- اخبار تام و بن سخنگو
- پیر سخنگو

۲۰۱۲:
- نامه‌های عاشقانه تام
- عشق تام به آنجلا
- پیام رسان تام
- جینجر سخنگو
- آنجلا سخنگو
- ملاقات سانتا با جینجر

۲۰۱۳:
- ولنتاین آنجلا
- جینجر سخنگو ۲ گربه
- تام سخنگو من

۲۰۱۴:
- آنجلا سخنگو

۲۰۱۵:
- تاکینگ تام جت اسکی ۲
- تام سخنگو شوت حباب

۲۰۱۶:
- فرار طلایی تام سخنگو
- هنک سخنگو من

۲۰۱۷:
- چلپ چلوپ رنگ آنجلا سخنگو

کمپ تام سخنگو
- استخر تام سخنگو بازی پازل
- جت اسکی تام سخنگو

۲۰۱۸:
- تام سخنگو دونده اب نبات
- پرش کیک تام سخنگو
- تام سخنگو پرش از روی کیک
- تام سخنگو من ۲

۲۰۱۹:
- نمایشگاه سرگرم‌کننده تام سخنگو
- تام سخنگو قهرمان دونده
- نیروی چلپ چلوپ تام سخنگو
- فرار آسمانی تام سخنگو

۲۰۲۰:
- دوستان تام سخنگو من
- تام سخنگو دونده آسمانی
- تام سخنگو تیرانداز در پارک

#### سری اینترنتی
- دوستان سخنگو (۲۰۱۲)
- تام سخنگو و دوستان (۲۰۱۴-اکنون)
- کوتاه‌های تام سخنگو (۲۰۱۴-اکنون)
- مینی‌های تام سخنگو و دوستان (۲۰۱۶–۲۰۱۸)
- قهرمانان تام سخنگو (۲۰۱۹-اکنون)

### برنامه‌های دیگر
- تیکی تگ
- مورچه دیسکو
- جیگتی جلی
- پازل‌های جیگتی جیگسو
- حمله به باتلاق
- کریستال‌های شفا دهنده
- آیسلند بیگانه
- دنیا را همین الان نجات بده
- اظهارات ثروت
- ماشین اسباب بازی من